# Europejska Akademia Nauk i Sztuk Pięknych
Europejska Akademia Nauk i Sztuk Pięknych w Salzburgu (European Academy of Sciences and Arts – EASA) – międzynarodowa organizacja pozarządowa, powołana w 1990 przez kraje członkowskie Wspólnot Europejskich.

## Charakterystyka
Członkami akademii jest ponad 2000 najwybitniejszych naukowców i artystów z całej Europy, wśród których jest 31 laureatów Nagrody Nobla. EASA stawia sobie za cel analizę i rozwiązywanie we współpracy z przedstawicielami władz, wyznań i religii problemów stojących przed społecznością europejską oraz wspieranie ogólnoeuropejskiej twórczości naukowej i artystycznej.
European Academy of Sciences and Arts zrzesza przedstawicieli nauk humanistycznych, medycznych, artystycznych, przyrodniczych, społecznych (w tym prawa i ekonomii), technicznych, religijnych oraz związanych z zarządzaniem. EASA regularnie angażuje się w projekty i organizuje wydarzenia dotyczące każdego z tych obszarów badań. Z Akademią współpracuje sześć instytutów, prowadzi ona również swój własny uniwersytet, Alma Mater Europaea, z siedzibą w austriackim Salzburgu.

## Polacy – członkowie EASA[4]
- prof. Stefan Angielski
- prof. Roman Bogacz
- prof. Elżbieta Borowiecka
- prof. Jerzy Buzek
- prof. Nawojka Cieślińska
- prof. Marzenna Dudzińska
- prof. Stanisław Fijałkowski
- prof. Tadeusz Iwiński
- prof. Ryszard Janikowski
- prof. Janusz Kacprzyk
- prof. Michał Kleiber (w 2015 będąc prezesem Polskiej Akademii Nauk został wiceprezesem EASA)
- prof. Łukasz Korolkiewicz
- prof. Andrzej Legocki
- prof. Zdzisław Mach
- prof. Zbigniew Marek
- prof. Jacek Namieśnik
- prof. Urszula Narkiewicz
- prof. Alfons Nossol
- prof. Wojciech Nowak
- prof. Maciej Nowicki
- prof. Stanisław Olszewski
- prof. Artur Pawłowski
- prof. Lucjan Pawłowski
- prof. Krzysztof Penderecki
- prof. Krzysztof Roszkowski
- prof. Leszek Roszkowski
- prof. Maria Sass-Gustkiewicz
- prof. Henryk Skarżyński
- prof. Stanisław Sołtysiński
- prof. Ryszard Tadeusiewicz
- prof. Jacek Waltoś
- prof. Aleksander Welfe
- prof. Andrzej Więcek
- prof. Stanisław Wielgus
- prof. Tomasz Winnicki
- prof. Jerzy Woźnicki
- prof. Waldemar Wójcik
- prof. Ewa Ziemba[5]
- prof. Andrzej Zoll